# 8. ceremonia wręczenia Orłów
8. ceremonia wręczenia Orłów za rok 2005, miała miejsce 27 lutego 2006 w Teatrze Narodowym w Warszawie. Ceremonię wręczenia nagród poprowadził Maciej Stuhr.
Ogłoszenie nominacji do Orłów nastąpiło 31 stycznia br. O nagrody ubiegało się 18 filmów.  Nagrody zostały wręczone w szesnastu kategoriach.
Najwięcej nominacji – aż 10 – otrzymał film Krzysztofa Zanussiego Persona non grata. Osiem nominacji otrzymały dwa tytuły: Komornik Feliksa Falka oraz Skazany na bluesa Jana Kidawy-Błońskiego. O sześć nagród ubiegał się Jestem w reżyserii Doroty Kędzierzawskiej.

## Nominacje w kategorii główna rola kobieca
Szóstą nominację do Orłów otrzymała aktorka Kinga Preis (laureatka dwóch nagród). Nominację w kategorii najlepsza główna rola kobieca otrzymała za rolę w filmie Komornik. Drugą nominację w karierze w tej kategorii otrzymała Krystyna Janda, która wystąpiła w filmie Wróżby kumaka. Kategorię zamyka Jolanta Fraszyńska, nominowana po raz pierwszy, za rolę w filmie Skazany na bluesa.

## Nominacje w kategorii główna rola męska
Laureat Orła za drugoplanową rolę w filmie Dług – Andrzej Chyra nominowany został za główną rolę męską w filmie Komornik. Zbigniew Zapasiewicz, laureat Orła za główną rolę w filmie Życie jako śmiertelna choroba przenoszona drogą płciową, tym razem nominowany został za film Persona non grata. Tomasz Kot (Skazany na bluesa) został nominowany po raz pierwszy.

## Nominacje za role drugoplanowe
Trzecią nominację do Orłów otrzymała Anna Dymna za drugoplanową rolę w filmie Skazany na bluesa. Kategorię tą uzupełniają: Małgorzata Braunek, która wystąpiła w Tulipanach oraz Edyta Jungowska za rolę w filmie Jestem. Obie aktorki zostały nominowane po raz pierwszy.
Czwartą nominację do nagrody, jednak pierwszą w kategorii najlepsza drugoplanowa rola męska, otrzymał Jerzy Stuhr, który zagrał w filmie Persona non grata. Pozostali nominowani w tej kategorii to: Marek Kondrat (Wróżby kumaka), dla którego to czwarta nominacja do nagrody, oraz Jerzy Trela (za rolę w filmie Zakochany Anioł), dla którego to trzecia nominacja do Orłów (Trela jest już laureatem nagrody w tej kategorii za rolę w filmie Quo vadis).

## Nominacje w kategoriach najlepsza muzyka i montaż
Siódmą nominację do Orłów otrzymał trzykrotny laureat tej nagrody, kompozytor Wojciech Kilar, tym razem za muzykę do filmu Persona non grata. Ósmą nominację do nagrody w kategorii najlepszy montaż otrzymała Wanda Zeman.

## Laureaci i nominowani
Najwięcej nagród – 7 – zdobył film Komornik w reżyserii Feliksa Falka, który otrzymał nagrody w pięciu najważniejszych kategoriach: najlepszy film, reżyseria, scenariusz i dwie główne role aktorskie. Ponadto film nagrodzono za najlepszą scenografię i przyznano mu nagrodę publiczności. Cztery nagrody przypadły twórcom filmu Persona non grata.
Lista nagrodzonych i nominowanych   (Laureaci nagród wyróżnieni są wytłuszczeniem)

### Najlepszy film
Reżyser / Producenci / Koproducenci – Film
- Feliks Falk / Janusz Morgenstern / Andrzej Serdiukow, Paweł Mossakowski i Włodzimierz Niderhaus – Komornik
  - Dorota Kędzierzawska / Artur Reinhart / Andrzej Serdiukow, Jacek Kulczycki i Alicja Chrzanowska – Jestem
  - Krzysztof Zanussi / Iwona Ziułkowska, Leonid Wereszczagin, Krzysztof Zanussi, Nikita Michałkow i Rosanna Seregni – Persona non grata

### Najlepszy film europejski
Reżyser − Film • Kraj produkcji
- Paweł Pawlikowski – Lato miłości • Wielka Brytania
  - Petr Zelenka – Guzikowcy • Czechy
  - Nimród Antal – Kontrolerzy • Węgry

### Najlepsza reżyseria
- Feliks Falk − Komornik
  - Dorota Kędzierzawska − Jestem
  - Krzysztof Zanussi − Persona non grata

### Najlepszy scenariusz
- Grzegorz Łoszewski − Komornik
  - Dorota Kędzierzawska − Jestem
  - Krzysztof Zanussi − Persona non grata

### Najlepsza główna rola kobieca
- Kinga Preis − Komornik
  - Jolanta Fraszyńska − Skazany na bluesa
  - Krystyna Janda − Wróżby kumaka

### Najlepsza główna rola męska
- Andrzej Chyra − Komornik
  - Zbigniew Zapasiewicz − Persona non grata
  - Tomasz Kot − Skazany na bluesa

### Najlepsza drugoplanowa rola kobieca
- Małgorzata Braunek − Tulipany
  - Edyta Jungowska − Jestem
  - Anna Dymna − Skazany na bluesa

### Najlepsza drugoplanowa rola męska
- Jerzy Stuhr − Persona non grata
  - Marek Kondrat − Wróżby kumaka
  - Jerzy Trela − Zakochany Anioł

### Najlepsze zdjęcia
- Artur Reinhart − Jestem
  - Andrzej Ramlau − Rozdroże Cafe
  - Grzegorz Kuczeriszka − Skazany na bluesa
  - Jolanta Dylewska − W dół kolorowym wzgórzem

### Najlepsza muzyka
- Wojciech Kilar − Persona non grata
  - Michael Nyman − Jestem
  - Bartłomiej Gliniak − Komornik
  - Dżem − Skazany na bluesa
  - Daniel Bloom − Tulipany
  - Richard G. Mitchell − Wróżby kumaka

### Najlepsza scenografia
- Anna Wunderlich − Komornik
  - Wojciech Żogała − Mistrz
  - Jagna Janicka − Persona non grata
  - Joanna Białousz − Skazany na bluesa
  - Jochen Schumacher, Robert Czesak − Wróżby kumaka

### Najlepsze kostiumy
- Ewa Krauze − Skazany na bluesa
  - Jagna Janicka − Persona non grata
  - Justyna Stolarz − PitBull

### Najlepszy montaż
- Wanda Zeman − Persona non grata
  - Krzysztof Szpetmański − Komornik
  - Jarosław Barzan − PitBull
  - Krzysztof Raczyński, Leszek Wosiewicz − Rozdroże Cafe
  - Cezary Grzesiuk − Skazany na bluesa

### Najlepszy dźwięk
- Wiesław Znyk, Jacek Kuśmierczyk − Persona non grata
  - Jan Freda − Mistrz
  - Piotr Domaradzki − Trzeci

### Nagroda publiczności
- Komornik, reż. Feliks Falk

### Nagroda za osiągnięcia życia
- Jerzy Hoffman

## Podsumowanie ilości nominacji
(Ograniczenie do dwóch nominacji)
10: Persona non grata
8: Komornik, Skazany na bluesa
6: Jestem
4: Wróżby kumaka
2: Tulipany, PitBull, Mistrz, Rozdroże Cafe

## Podsumowanie ilości nagród
(Ograniczenie do dwóch nagród)
7: Komornik
4: Persona non grata